# Viljandi (jezioro)
Viljandi järv – jezioro w mieście Viljandi, w prowincji Viljandi, w Estonii. Położone jest na wschodnich obrzeżach miasta. Ma powierzchnię 155,7 hektara, linię brzegową o długości 12687 m, długość 4000 m i szerokość 450 m. Wypływa z niego rzeka Raudna jõgi.